# 小林雄 (作曲家)
小林 雄（こばやし ゆう、Yu Kobayashi）は、日本の作曲家・編曲家・音楽プロデューサー。

## 概要
映画・ドラマ・CM・ミュージカル・舞台・コンサートの作編曲・オーケストレーションを手掛ける。マリンバ・ヴィブラフォン・ティンパニなど打楽器を演奏するほか、レコーディング・ディレクションや指揮なども行う。

## 来歴
富山県富山市に生まれ群馬県高崎市で育つ。5歳からピアノを習い始め、13歳からNHK交響楽団首席ティンパニスト百瀬和紀に打楽器・マリンバを師事。
東邦音楽大学打楽器専攻へ入学し、在学中にウィーンへ短期留学。ウィーンフィルハーモニー管弦楽団首席ティンパニストA. Mittermayrに師事する。その後、安倍圭子国際マリンバアカデミーを修了。在学中より打楽器奏者として宮崎国際音楽祭、池野成メモリアル・コンサートのほか数々のコンサートに出演した。
2008年からは作曲家・久石譲の音楽ディレクターを務め、音楽制作の礎を築く。ロンドン・アビーロードスタジオでレコーディングされた『Melodyphony～Best of Joe Hisaishi～』をはじめ、映画・TVドラマ・CMほか国内外数々のプロジェクトに参加。
2018年、音楽監督として作曲を手がけた映画『西遊記 女人国の戦い（原題：西遊記女兒國、英題：The Monkey King 3）』は、中国・北米で公開され興行収入132億円を記録する。

## 主な参加作品

### 映画
- 『西遊記 女人国の戦い』 音楽監督・作曲
- 『鋼の錬金術師 完結編 復讐者スカー』オーケストレーション
- 『鋼の錬金術師 完結編 最後の錬成』オーケストレーション
- 『ライアの祈り』音楽プロデュース・編曲

### コンサート
- 『鬼滅の刃』オーケストラコンサート 〜鬼滅の奏〜
- 『鬼滅の刃』オーケストラコンサート 〜鬼滅の奏〜 無限列車編
- 映画『銀河鉄道999』オーケストラコンサート
- プロジェクトセカイ『セカイシンフォニー』